# Megara (mitologia)
Megara (in greco antico: Μεγάρα?, Megára) è una figura della mitologia greca, figlia di Creonte, re di Tebe.

## Mitologia
Venne data in sposa ad Eracle da Creonte, come ricompensa per l'aiuto che il semidio aveva dato alla città di Tebe.
Megara venne violentata da Lico durante un periodo di assenza di Eracle, il quale fu colto da una rabbia incontrollabile quando venne informato dell'accaduto e al suo ritorno uccise Lico; ma subito dopo Era lo rese folle, cosicché egli uccise la stessa Megara e i figli che aveva avuto con lei, o, secondo fonti più tarde, solamente i propri figli. Secondo questa versione del mito, Megara impazzì di dolore e costrinse il marito al suicidio, per poi sparire completamente dalla scena fino alla morte dell'eroe, quando verrà data in sposa al suo aiutante Iolao ed avrà da quest'ultimo Leipefilene.
Così Igino la cita nelle sue Fabulae:
(Igino, Fabulae, 32)